# Denise Ginollin
Pour les articles homonymes, voir Ginollin et Reydet.
Denise Ginollin, née Églantine Denise Reydet le 30 juillet 1907 dans le 12e arrondissement de Paris et morte le 9 avril 1961 au Plessis-Robinson (Seine), est une femme politique française. Membre du Parti communiste français, elle est députée constituante de la Seine entre 1945 et 1946 puis députée du même département jusqu'en 1951, sous la première législature de la IVe République.

## Biographie

### Engagement militant
Denise Reydet arrête tôt ses études, afin de travailler comme sténo-dactylo en 1927 à la société Paris-France. Elle travaille ensuite au siège des Jeunesses communistes en 1935 tout en prenant des responsabilités dans la branche féminine du Parti communiste français (PCF), au niveau régional. L'année d'après, elle devient l'une des secrétaires de la section communiste du 11e arrondissement de Paris.

### Seconde Guerre mondiale

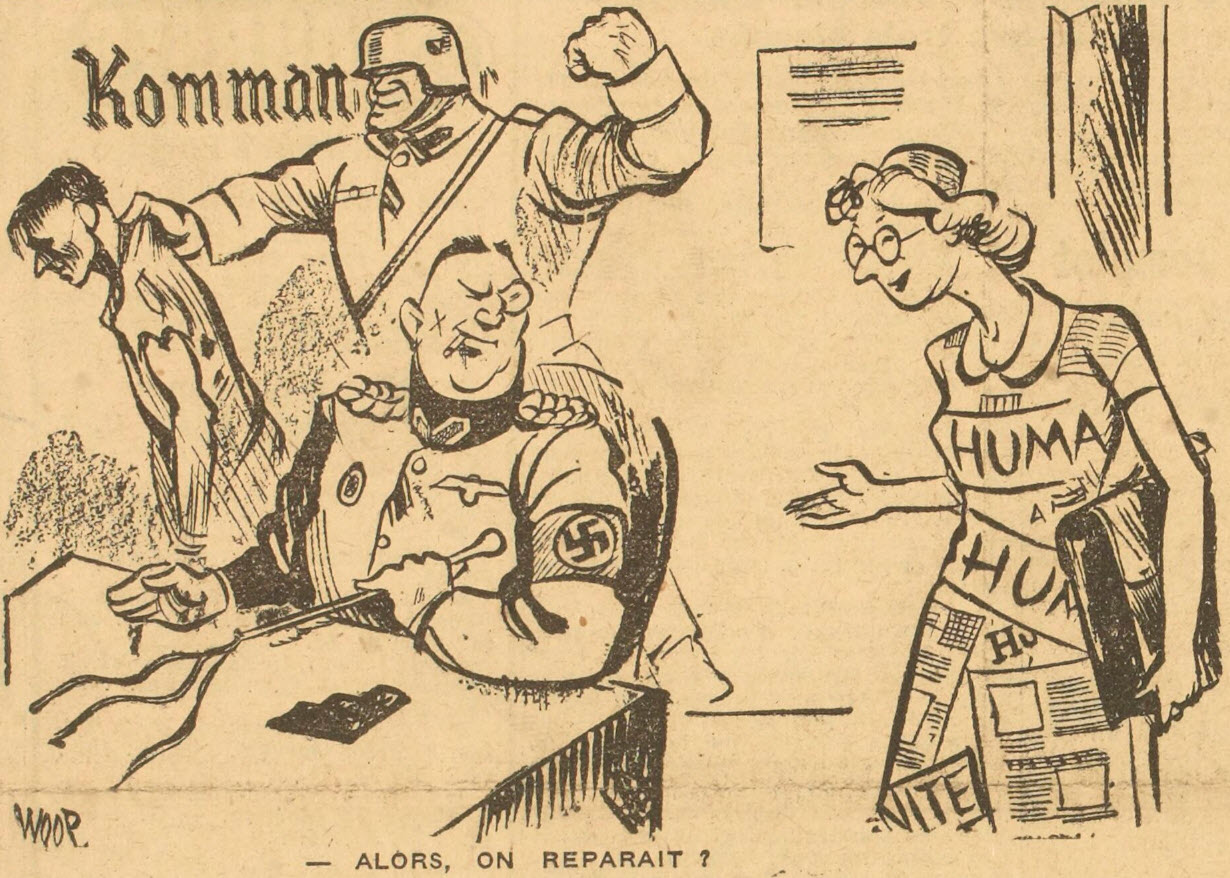
Caricature parue dans le journal L'Aurore relatant la prise de contact de Denise Ginollin avec l'occupant allemand pour négocier la reparution du journal L'Humanité.

Lorsque le PCF est dissous, le 26 septembre 1939, par Édouard Daladier, elle aide à la réorganisation d'une cellule clandestine parisienne.
Après la défaite française de la bataille de France, lors de la Seconde Guerre mondiale, sur ordre de Maurice Tréand, elle prend contact le 18 juin 1940 avec le lieutenant Weber, un officier de la Propaganda Staffel afin d'obtenir une autorisation de publication du journal L'Humanité. Elle obtient cette autorisation le 20 juin mais est arrêtée dans la soirée par la police du régime de Vichy devant la station de métro Saint-Martin avec Maurice Tréand et Jeanne Schrodt, et incarcérée à la prison de la Petite Roquette. Elle est libérée le 25 juin. Cet épisode dénote l'attitude contradictoire du Parti communiste qui applique les directives de l'Internationale communiste,. Les papiers retrouvés sur elle établissent l'argumentaire du parti, s'en prenant notamment au « Juif Mandel » et utilisant comme prétexte le pacte germano-soviétique et l'autorisation de publication dans d'autres pays occupés de journaux communistes pour faire valoir le même droit en France,.
Elle prend part ensuite à la Résistance et devient responsable nationale de la propagande chez les femmes, d'abord dans l'Est puis en Bretagne en 1942. Les nazis l’arrêtent le 23 janvier 1943 à Nantes et elle est condamnée le 13 août 1943 par le tribunal militaire allemand de Nantes à la peine de mort. Sa peine est commuée et elle est déportée le 6 septembre 1943 comme « Nuit et brouillard » au camp de concentration de Hinzert, au camp de Ravensbrück, puis à celui de Mauthausen. Elle rentre en France le 29 avril 1945.

### Après guerre
Le 25 février 1946, le PCF la charge de prendre part au congrès du Mouvement national contre le racisme (MNCR) pour qu'elle influe sur une fusion de cette organisation avec la LICRA.
Pour avoir négocié en juin 1940 avec l'occupant allemand, Denise Ginollin recevra le statut de « déportée politique » et non de « déportée résistante » en dépit de ses activités en Bretagne.
Elle est d'ailleurs dans la tourmente en décembre 1947 pour ce rôle et subit les attaques des députés de droite tels que Pierre de Chevigné et sera défendue par les députés du PCF tels que Jacques Duclos, Eugénie Duvernois et Georges Cogniot. En 1949, une commission d’enquête secrète du secrétariat national du PCF l'entend et conclut que sa candidature comme députée aurait dû être évitée.
Bien que pressentie par le PCF au poste de secrétaire au palais Bourbon en janvier 1948, le secrétariat du PCF lui préfère Isabelle Claeys le 11 décembre 1950.

### Carrière politique

#### Assemblées constituantes
Denise Ginollin compte parmi les premières femmes députées de l'histoire française. Elle est élue députée de la première assemblée nationale constituante et de la seconde assemblée constituante de 1946. Au cours de son premier mandat, elle fait une proposition de loi pour l'octroi d'une prime de retour aux déportés politiques. En janvier 1946, elle intervient à l’assemblée constituante pour demander plus de lait, de vin et de viande. Le 19 février 1946, elle demande au ministre du ravitaillement la distribution des stocks de lait concentré et de chocolat pour les enfants scolarisés.

#### Quatrième République
Ire législature : Denise Ginollin est élue députée de la première législature de la quatrième république.
En compagnie de Fernand Grenier, elle se rend au ministère de l’Intérieur en septembre 1950 pour demander des clarifications à Eugène Thomas sur l'interdiction de certains livres et magazine d'URSS ainsi que celle du journal des socialistes unifié de catalogne Lluita.

### Vie privée
Denise Ginollin se marie à trois reprises. Tout d’abord avec Robert Riquet le 23 avril 1927 à la mairie du 12e arrondissement de Paris, puis le 13 décembre 1939 avec Frédéric, Jean-Marie Ginollin dans la même mairie. Ce dernier fut déporté aussi et mourut en 1951, le couple étant déjà séparé. Elle épouse Roger Vulliod le 24 août 1956 à Gagny.